# Emil Tichay
Emil Tichay (24. července 1899 Vršovice – ?) byl český fotbalista, obránce, reprezentant Československa.

## Fotbalová kariéra
Za československou reprezentaci odehrál 28. 6. 1922 přátelské utkání s Jugoslávií, které skončilo prohrou 3-4. Hrál za AFK Vršovice (1922–1926). Nastoupil ve 14 ligových utkáních.

## Ligová bilance
| Ročník                        | Zápasy | Góly | Klub         |
| ----------------------------- | ------ | ---- | ------------ |
| Asociační liga 1925           | 2      | 0    | AFK Vršovice |
| Středočeská 1. liga 1925/26   | 12     | 0    | AFK Vršovice |
| CELKEM 1. československá liga | 14     | 0    |              |